# Miconia boliviensis
Miconia boliviensis är en tvåhjärtbladig växtart som beskrevs av Célestin Alfred Cogniaux. Miconia boliviensis ingår i släktet Miconia och familjen Melastomataceae. Inga underarter finns listade i Catalogue of Life.